# هوششتدت یم فایشتلگبیرگه
هوششتدت یم فایشتلگبیرگه (به آلمانی: Höchstädt im Fichtelgebirge) یک شهر در آلمان است که در Wunsiedel واقع شده‌است. هوششتدت یم فایشتلگبیرگه ۱٬۲۱۵ نفر جمعیت دارد.